# Gates of Ishtar
Gates of Ishtar ist eine Melodic-Death-Metal-Band aus Luleå, Schweden. Auf Vorschlag von Bassist Harald Åberg nannte sich die Band Gates of Ishtar, welcher sich von einer babylonischen Göttin ableitet, welche Männer verführt und später tötet. Zudem entwarf Andreas Johansson das Bandlogo.

## Geschichte
Die Band wurde Ende 1992 von Mikael Sandorf, Andreas Johansson, Stefan Nilsson und Harald Åberg unter dem Bandnamen Disrupt gegründet. Kurze Zeit später schloss sich mit Thomas Jutenfäldt ein zweiter Gitarrist an. 1994 wurde der Bandname in Gates of Ishtar umbenannt. Im Mai 1995 nahm die Band im Lucichrist Studio ihr Demo Seasons of Frost auf. Das Demo brachte der Band einen Vertrag mit der finnischen Plattenfirma Spinefarm Records ein, die die Band für ein Album unter Vertrag nahmen. Anfang 1996 fuhr die Band ins Tico-Tico-Studio nach Finnland um ihr Debütalbum einzuspielen. A Bloodred Path erschien im Juni des gleichen Jahres. Da der Vertrag nur über ein Album lief, erhielt die Band zahlreiche Angebote anderer Firmen und weil sie mit der Promotionsarbeit von Spinefarm nicht zufrieden waren, unterschrieb die Band einen Vertrag für zwei Alben beim deutschen Label Invasion Records.
Harald Åberg verließ die Band kurz vor den Aufnahmen für das zweite Album. Auf Vorschlag von Thomas Jutenfäldt wurde Danjel Röhr für die Aufnahmen verpflichtet. Anfang 1997 nahm die Band im Unisound-Studio in Örebro unter der Leitung von Dan Swanö das zweite Album, The Dawn of Flames auf. Veröffentlicht wurde das Album im März. Im Laufe des Jahres verließen Johansson, Jutenfäldt und Nilsson die Band. Sie wurden durch Urban Carlsson und Oskar Karlsson ersetzt. Mikael Sandorf übernahm neben dem Gesang auch noch den Bass.
1998 erschien das dritte Album At Dusk and Forever, welches gute Kritiken erhielt. Kurz nach der Veröffentlichung des Albums verschwand der Besitzer von Invasion Records auf mysteriöse Art und Weise. Invasion Records mussten Konkurs anmelden und die Band löste sich auf. Sandorf und Carlsson gründeten daraufhin die Band The Duskfall.

## Diskografie

### Alben
- 1996: A Bloodred Path
- 1997: The Dawn of Flames
- 1998: At Dusk and Forever

### Demos und EPs
- 1995: Seasons of Frost (Demo)